# ليوناردو ماتوس دي أوليفيرا
ليوناردو ماتوس دي أوليفيرا (بالبرتغالية: Leonardo Matos de Oliveira‏) الشهير باسم ليو باهيا (7 يناير 1986) لاعب كرة قدم برازيلي .

## روابط خارجية
- ليوناردو ماتوس دي أوليفيرا على موقع قاعدة بيانات كرة القدم.إي يو (الإنجليزية)
- ليوناردو ماتوس دي أوليفيرا على موقع Soccerway.com (الإنجليزية)